# Dolmen von Beaumer

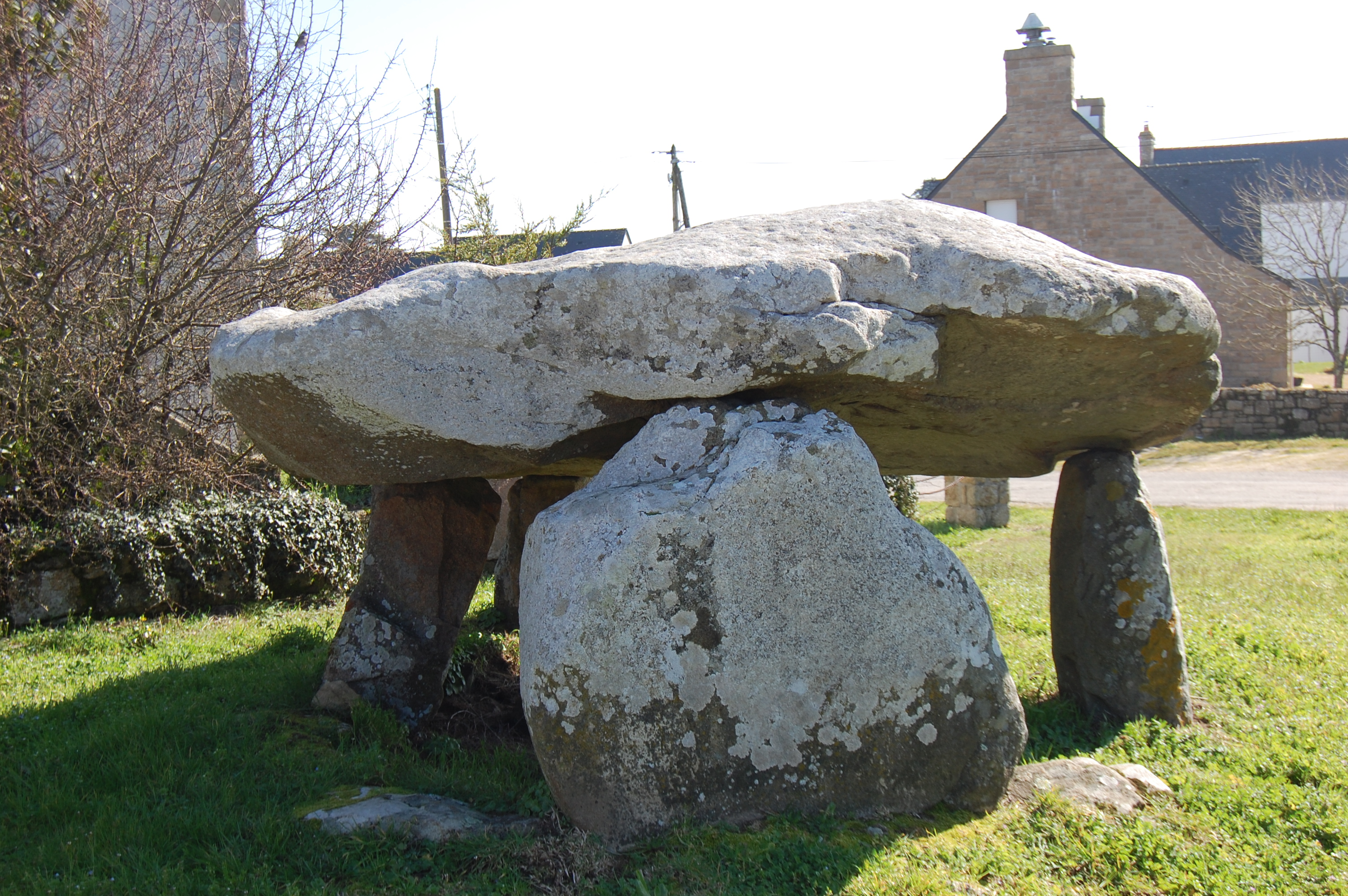
Dolmen von Beaumer

Der Dolmen von Beaumer (auch Er Mané genannt) liegt im Osten von Carnac im Département Morbihan in der Bretagne in Frankreich. Dolmen ist in Frankreich der Oberbegriff für Megalithanlagen aller Art (siehe: Französische Nomenklatur).
Der neolithische Dolmen steht am Eingang eines Campingplatzes. Er besteht aus vier Tragsteinen, auf denen eine Deckenplatte liegt. Das Denkmal wurde bei dem Versuch, es zu zerstören, zu einem unbekannten Zeitpunkt beschädigt, wovon Spuren auf vier Steinen zeugen.
Der Dolmen ist seit 1929 als Monument historique klassifiziert.

Dolmen von Beaumer
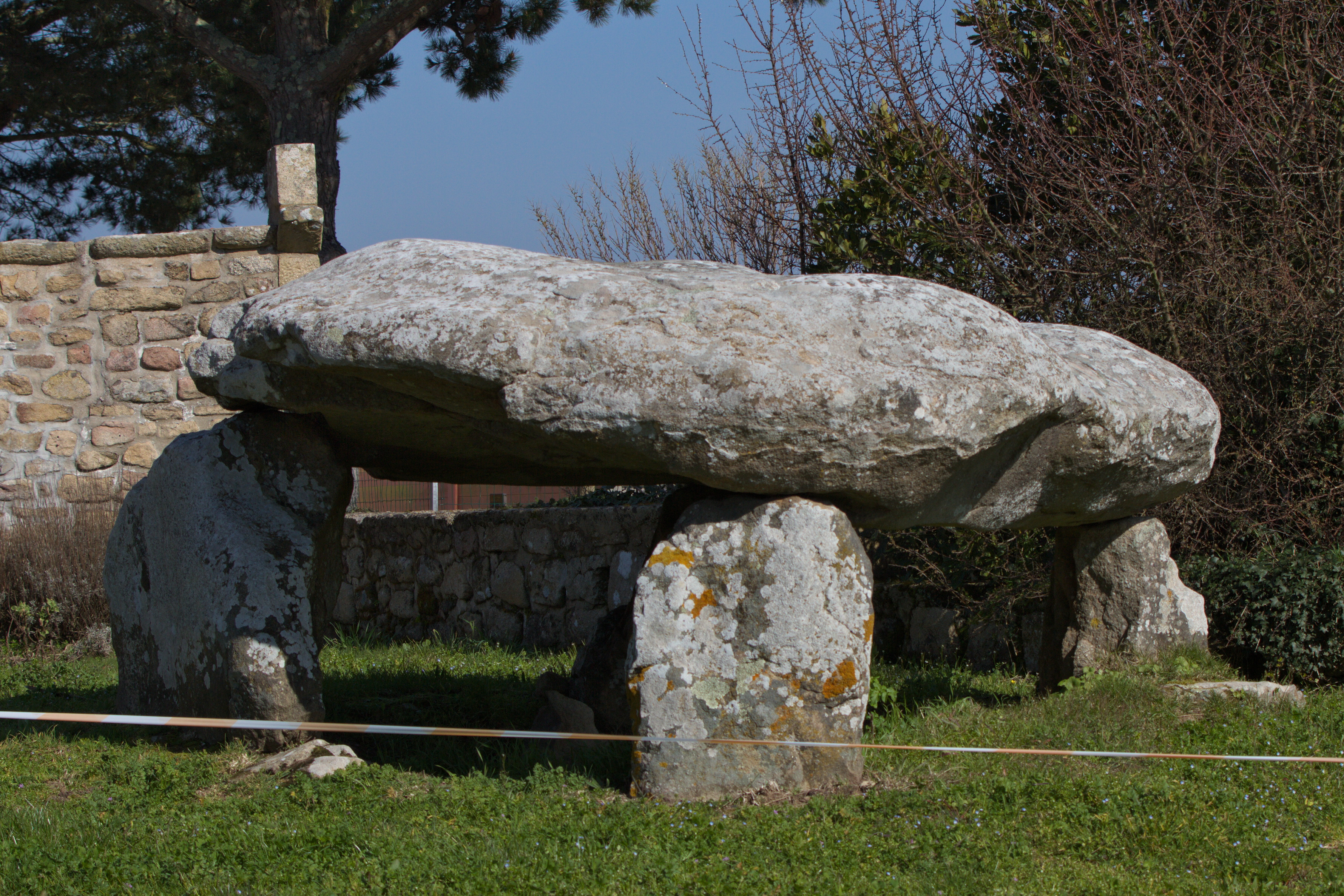
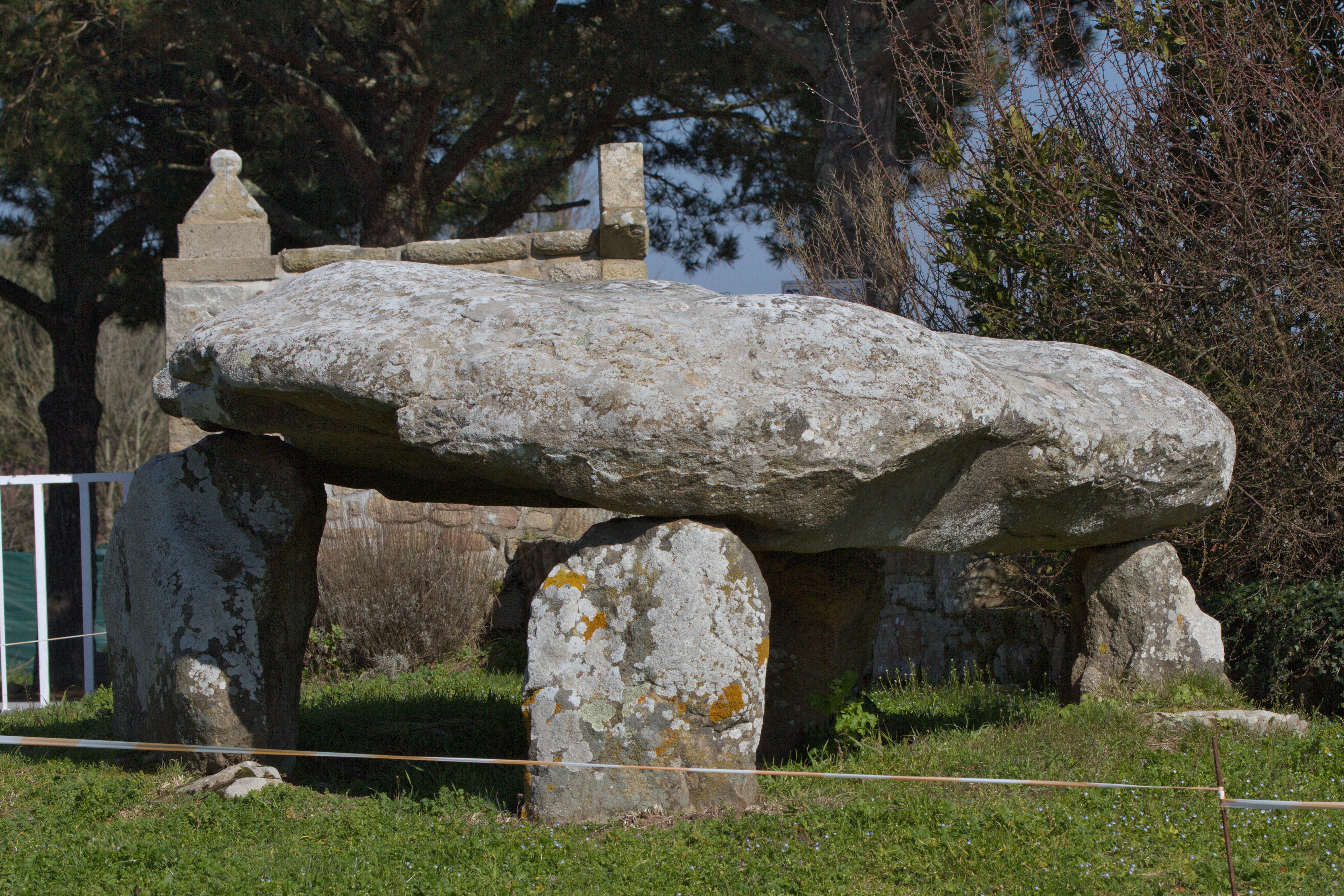
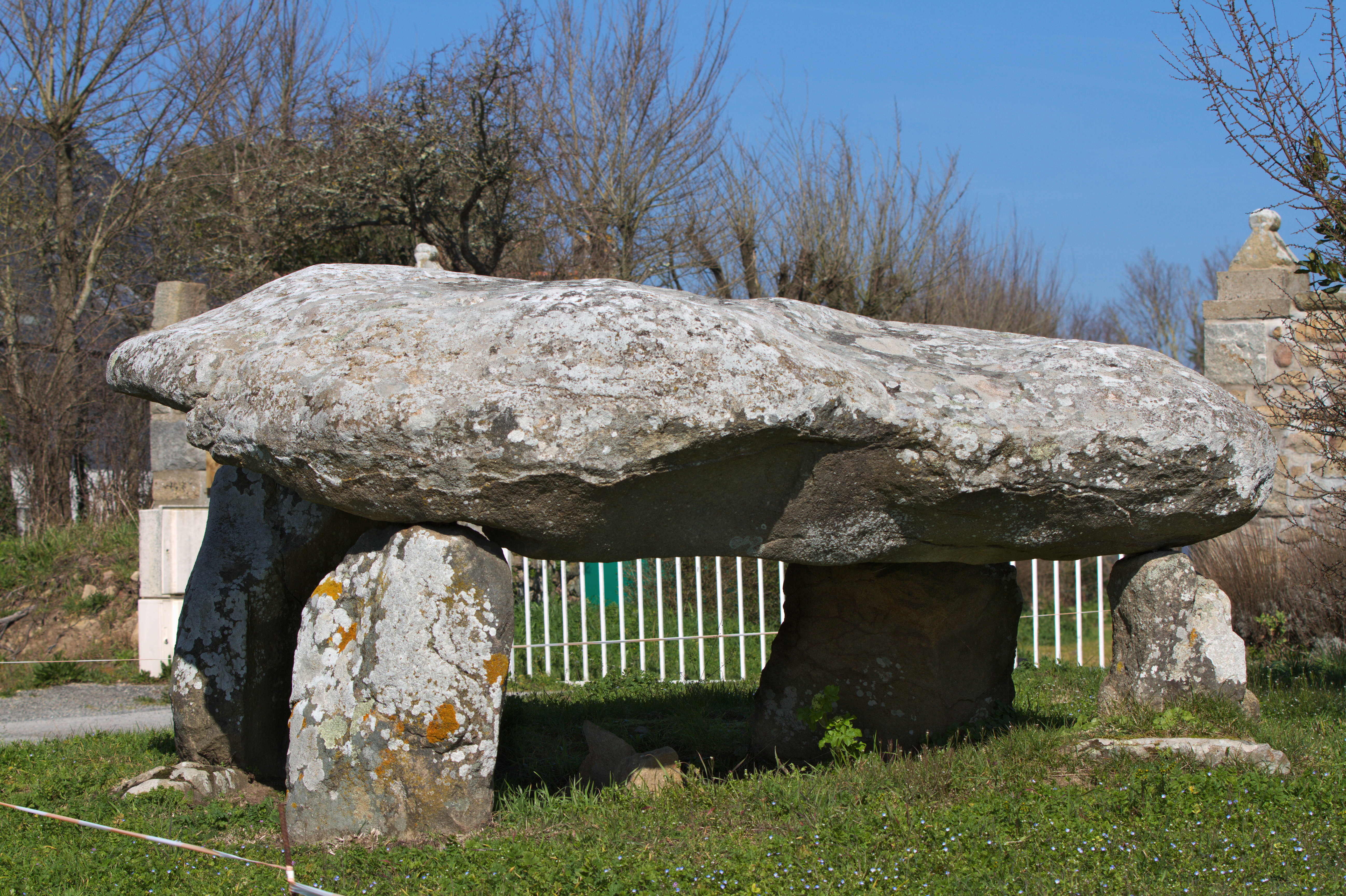